# Lijst van leden van het Europees Parlement (1979-1984)
Onderstaand volgt een Lijst van leden van het Europees Parlement in de eerste zittingsperiode van het parlement (1979-1984) na de verkiezingen van 1979.
De zittingsperiode ging in op 17 juli 1979 en eindigde op 23 juli 1984.
Voorzitter in deze periode waren Simone Veil (1979-1982) en Piet Dankert (1982-1984).

## België
België was in het parlement vertegenwoordigd door 24 parlementsleden. Dit waren er 13 voor de Nederlandstalige en 11 voor de Franstalige taalgroep.
- CVP (Europese Volkspartij)

1. Lambert Croux
2. Paul De Keersmaeker (wordt in 1982 vervangen door Raphaël Chanterie)
3. Jaak Henckens (wordt in 1981 vervangen door Pol Marck)
4. Leo Tindemans (wordt in 1981 vervangen door Alphonsine Phlix)
5. Marcel Vandewiele
6. Joris Verhaegen (wordt in 1981 vervangen door Eric Van Rompuy)
7. Jan Verroken

- SP (Partij van de Europese Sociaaldemocraten)

1. Marcel Colla (wordt in 1982 vervangen door Marijke Van Hemeldonck)
2. Karel Van Miert
3. Willy Vernimmen

- PVV (Partij van Europese Liberalen en Democraten)

1. Willy De Clercq (wordt in 1981 vervangen door Jeanne Pauwelyn)
2. Herman Vanderpoorten (wordt in 1980 vervangen door Karel De Gucht)

- Volksunie (Technische Groep van Onafhankelijken)

1. Maurits Coppieters (wordt in 1981 vervangen door Jaak Vandemeulebroucke)

- PS (Partij van de Europese Sociaaldemocraten)

1. Fernand Delmotte (wordt in 1982 vervangen door Raymonde Dury)
2. Ernest Glinne
3. Anne-Marie Lizin
4. Lucien Radoux

- PSC (Europese Volkspartij)

1. Fernand Herman
2. Victor Michel (wordt in 1982 vervangen door Paul Vankerkhoven)
3. Charles-Ferdinand Nothomb (wordt in 1980 vervangen door Pierre Deschamps)

- PRL (Partij van Europese Liberalen en Democraten)

1. André Damseaux
2. Jean Rey (wordt in 1980 vervangen door Luc Beyer)

- FDF/RW (Niet-ingeschrevenen)

1. Paul-Henry Gendebien
2. Antoinette Spaak

## Bondsrepubliek Duitsland
De Bondsrepubliek Duitsland (West-Duitsland) was in het parlement vertegenwoordigd door 81 parlementsleden.
- CDU (Europese Volkspartij)

1. Jochen van Aerssen
2. Siegbert Alber
3. Philipp von Bismarck
4. Erik Blumenfeld
5. Isidor Früh
6. Wilhelm Hahn
7. Kai-Uwe von Hassel
8. Wilhelm Helms
9. Karl-Heinz Hoffmann
10. Hans Katzer
11. Egon Klepsch
12. Herbert Köhler (wordt in 1981 vervangen door Otmar Franz)
13. Horst Langes
14. Gerd Lemmer
15. Marlene Lenz
16. Rudolf Luster
17. Ernst Majonica
18. Kurt Malangré
19. Meinholf Mertens
20. Ernst Müller-Hermann
21. Franz-Josef Nordlohne (wordt in 1981 vervangen door Rudolf Wedekind)
22. Gero Pfennig
23. Hans-Gert Pöttering
24. Albert Pürtsen (wordt in 1980 vervangen door Elmar Brok)
25. Renate-Charlotte Rabbethge
26. Günter Rinsche
27. Bernhard Sälzer
28. Casimir zu Sayn-Wittgenstein-Berleburg (wordt in 1984 vervangen door Axel Zarges)
29. Wolfgang Schall
30. Paul Schnitker
31. Konrad Schön
32. Hanna Walz
33. Kurt Wawrzik
34. Karl von Wogau

- CSU (Europese Volkspartij)

1. Heinrich Aigner
2. Reinhold Bocklet
3. Ingo Friedrich
4. Karl Fuchs
5. Alfons Goppel
6. Otto von Habsburg
7. Hans-August Lücker
8. Ursula Schleicher

- FDP (Partij van Europese Liberalen en Democraten)

1. Mechthild von Alemann
2. Martin Bangemann
3. Ulrich Irmer
4. Heinrich Jürgens

- SPD (Partij van de Europese Sociaaldemocraten)

1. Rudi Arndt
2. Willy Brandt (wordt in 1983 vervangen door Hermann Heinemann)
3. Ludwig Fellermaier
4. Katharina Focke
5. Bruno Friedrich
6. Volkmar Gabert
7. Klaus Hänsch
8. Karl Hauenschild (wordt in 1980 vervangen door Karl-Heinz Mihr)
9. Luise Herklotz
10. Magdalene Hoff
11. Jan Klinkenborg
12. Heinz Kühn
13. Erwin Lange
14. Erdmann Linde (wordt in 1981 vervangen door Dieter Rogalla)
15. Rolf Linkohr
16. Eugen Loderer (wordt in 1980 vervangen door Fritz Gautier)
17. Hans Peters
18. Heinke Salisch
19. Rudolf Schieler
20. Dieter Schinzel
21. Gerhard Schmid
22. Heinz Schmitt (wordt in 1980 vervangen door Helmut Martin Rieger)
23. Karl Schön
24. Olaf Schwencke
25. Horst Seefeld
26. Hans-Joachim Seeler
27. Lieselotte Siebel-Emmerling
28. Hellmut Sieglerschmidt
29. Heinz Oskar Vetter
30. Thomas von der Vring
31. Manfred Wagner
32. Gerd Walter
33. Beate Weber
34. Klaus Wettig
35. Heidemarie Wieczorek-Zeul

## Denemarken
Denemarken was in het parlement vertegenwoordigd door 16 parlementsleden. 
- Volksbeweging tegen de EU (Technische Groep van Onafhankelijken)

1. Jørgen Bøgh
2. Jens-Peter Bonde
3. Else Hammerich
4. Sven Skovmand

- SF (Communisten en geestverwanten)

1. Bodil Boserup

- Socialdemokraterne (Partij van de Europese Sociaaldemocraten)

1. Eva Gredal
2. Mette Groes (wordt in 1980 vervangen door Eggert Petersen)
3. Kjeld Olesen (wordt in 1979 vervangen door Ove Fich)

- Venstre (Partij van Europese Liberalen en Democraten)

1. Niels Haagerup
2. Jørgen Nielsen
3. Tove Nielsen

- CD (Europese Democraten)

1. Erhard Jakobsen

- KF (Europese Democraten)

1. Kent Kirk
2. Poul Møller

- Siumut (Partij van de Europese Sociaaldemocraten)

1. Finn Lynge

- Fremskridtspartiet (Europese democraten voor de vooruitgang)

1. Kai Nyborg

## Frankrijk
Frankrijk was in het parlement vertegenwoordigd door 81 parlementsleden.
- PS/MRG (Partij van de Europese Sociaaldemocraten)

1. Gisèle Bochenek-Forray
2. Édith Cresson (wordt in 1981 vervangen door Roger Fajardie)
3. Jacques Delors (wordt in 1981 vervangen door Raymond Forni, die in 1981 vervangen wordt door Marie-Jacqueline Desouches)
4. Claude Estier (wordt in 1981 vervangen door Alain Bombard)
5. Maurice Faure (wordt in 1981 vervangen door Henri Saby)
6. Yvette Fuillet
7. Françoise Gaspard (wordt in 1981 vervangen door Nicolas Alfonsi)
8. Gérard Jaquet
9. Charles Josselin (wordt in 1981 vervangen door Yvonne Théobald-Paoli)
10. Charles-Émile Loo
11. Gilles Martinet (wordt in 1981 vervangen door Pierre Lalumière)
12. Pierre Mauroy (wordt in 1980 vervangen door Frédéric Jalton, die in 1981 vervangen wordt door Louis Eyraud)
13. Jacques Moreau
14. Didier Motchane
15. Jean Oehler (wordt in 1981 vervangen door Paule Duport)
16. Daniel Percheron (wordt in 1984 vervangen door Roland Marchesin)
17. Yvette Roudy (wordt in 1981 vervangen door Gérard Fuchs)
18. Georges Sarre (wordt in 1981 vervangen door Nicole Péry)
19. Roger-Gérard Schwartzenberg (wordt in 1983 vervangen door Pierre Bernard)
20. Georges Sutra de Germa
21. Marie-Claude Vayssade

- PCF (Communisten en geestverwanten)

1. Gustave Ansart (wordt in 1981 vervangen door Dominique Bucchini)
2. Louis Baillot
3. Robert Chambeiron
4. Félix Damette
5. Danielle de March-Ronco
6. Jacques Denis
7. Guy Fernandez
8. Georges Louis Frischmann
9. Maxime François Gremetz
10. Jacqueline Hoffmann
11. Emmanuel Maffre-Baugé
12. Georges Marchais
13. Maurice Martin
14. Sylvie Mayer
15. René-Émile Piquet
16. Henriette Poirier
17. Pierre-Benjamin Pranchère
18. Paul Vergès
19. Francis Wurtz

- RPR (Europese democraten voor de vooruitgang)

1. Vincent Ansquer
2. Hubert Buchou (wordt in 1980 vervangen door Pierre-Bernard Cousté)
3. Jacques Chirac (wordt in 1980 vervangen door Gérard Israël)
4. Nicole Chouraqui (wordt in 1980 vervangen door François-Marie Geronimi)
5. Michel Debré (wordt in 1980 vervangen door Marie-Madeleine Fourcade, die in 1981 vervangen wordt door Xavier Deniau. Deniau wordt in 1983 vervangen door Jacqueline Nebout)
6. Gustave Deleau
7. Marie-Madeleine Dienesch (wordt in 1980 vervangen door Jean de Lipkowski, die in 1981 vervangen wordt door Réne Paulhan. Paulhan wordt in 1983 vervangen door Marie-Claire Scamaroni)
8. Maurice Druon (wordt in 1980 vervangen door André Fanton, die in 1982 vervangen wordt door André Bord)
9. Alain Gillot (wordt in 1980 vervangen door André Turcat, die in 1981 vervangen wordt door Jean Méo. Méo wordt in 1982 vervangen door Magdeleine Anglade, die in 1983 vervangen wordt door Hector Riviérez)
10. Claude Labbé (wordt in 1980 vervangen door Jean-José Clément, die in 1982 vervangen wordt door Jean Mouchel. Mouchel wordt in 1983 vervangen door Hector Rolland)
11. Christian de La Malène
12. Pierre Messmer (wordt in 1980 vervangen door Maurice Doublet, die in 1981 vervangen wordt door Michel Junot. Junot wordt in 1983 vervangen door Roger Gauthier)
13. Christian Poncelet (wordt in 1981 vervangen door Daniel Vié)
14. Eugène Remilly
15. Louise Weiss (wordt in 1983 vervangen door Hugues Tatilon, die in 1983 vervangen wordt door Gabriel Kaspéreit)

- UDF

1. Pierre Baudis (Europese Volkspartij)
2. Henri-Guy Caillavet (Partij van Europese Liberalen en Democraten)
3. Corentin Calvez (Partij van Europese Liberalen en Democraten)
4. Francisque Collomb (Europese Volkspartij)
5. Francis Combe (wordt in 1982 vervangen door Jean-Thomas Nordmann) (Partij van Europese Liberalen en Democraten)
6. Michel Debatisse (wordt in 1979 vervangen door Edgard Pisani, die tot de Partij van de Europese Sociaaldemocraten behoort. Pisani wordt in 1981 vervangen door Bernard Thareau, die ook tot de Partij van de Europese Sociaaldemocraten behoort) (Europese Volkspartij) (Europese Volkspartij)
7. Charles Delatte (Partij van Europese Liberalen en Democraten)
8. Robert Delorozoy (Partij van Europese Liberalen en Democraten)
9. André Diligent (Europese Volkspartij)
10. Georges Donnez (Partij van Europese Liberalen en Democraten)
11. Edgar Faure (Partij van Europese Liberalen en Democraten)
12. Yves Galland (Partij van Europese Liberalen en Democraten)
13. Jean Lecanuet (Europese Volkspartij)
14. Olivier Lefèvre d'Ormesson (Europese Volkspartij)
15. Simone Martin (Partij van Europese Liberalen en Democraten)
16. Louise Moreau (Europese Volkspartij)
17. Pierre Pflimlin (Europese Volkspartij)
18. Jean-François Pintat (Partij van Europese Liberalen en Democraten)
19. Michel Poniatowski (Partij van Europese Liberalen en Democraten)
20. Marie-Jane Pruvot (Partij van Europese Liberalen en Democraten)
21. André Rossi (Partij van Europese Liberalen en Democraten)
22. Victor Sablé (Partij van Europese Liberalen en Democraten)
23. Christiane Scrivener (Partij van Europese Liberalen en Democraten)
24. Jean Seitlinger (Europese Volkspartij)
25. Maurice-René Simonnet (Europese Volkspartij)
26. Simone Veil (Partij van Europese Liberalen en Democraten)

## Griekenland (1981)
Vanaf het toetreden tot de Europese Unie in 1981 was Griekenland vertegenwoordigd door 24 parlementsleden.
- KKE (Communisten en geestverwanten)

1. Dimitrios Adamou
2. Alekos Alavanos
3. Vassilis Ephremidis
4. Leonidas Kyrkos

- Nea Dimokratia (Europese Volkspartij)

1. Leonidas Bournias
2. Achillefs Gerokostopoulos
3. Konstantinos Gontikas
4. Konstantinos Kallias
5. Konstantinos Kaloyannis
6. Filotas Kazazis
7. Efstratios Papaefstratiou
8. Mihaïl Protopapadakis

- PASOK (Partij van de Europese Sociaaldemocraten)

1. Antonios Georgiadis (wordt in 1982 vervangen door Ioannis Ziagas)
2. Dimitrios Koulourianos (wordt in 1981 vervangen door Emmanouil Poniridis, die in 1983 vervangen wordt door Aristidis Ouzounidis)
3. Leonidas Lagakos
4. Christos Markopoulos
5. Kalliopi Nikolaou
6. Konstantinos Nikolaou
7. Konstantina Pantazi
8. Yiannos Papantoniou
9. Spyridon Plaskovitis
10. Nikolaos Vgenopoulos

- Komma Proodeftikon (Niet-ingeschrevenen)

1. Apostolos Papageorgiou (wordt in 1982 vervangen door Ilias Glykofridis, die in 1982 vervangen wordt door Georgios Alexiadis)

- KODISO (Niet-ingeschrevenen)

1. Ioannis Pesmazoglou

## Ierland
Ierland was in het parlement vertegenwoordigd door 15 parlementsleden.
- Independent Fianna Fáil (Technische Groep van Onafhankelijken)

1. Neil Blaney

- Fine Gael (Europese Volkspartij)

1. Mark Clinton
2. Joe McCartin
3. Tom O'Donnell
4. Richie Ryan

- Fianna Fáil (Europese democraten voor de vooruitgang)

1. Jerry Cronin
2. Noel Davern
3. Síle de Valera
4. Seán Flanagan
5. Patrick Lalor

- Irish Labour Party (Partij van de Europese Sociaaldemocraten)

1. Eileen Desmond (wordt in 1981 vervangen door Seán Treacy)
2. Liam Kavanagh (wordt in 1981 vervangen door Séamus Pattison, die in 1984 vervangen wordt door Justin Keeting)
3. John O'Connell (wordt in 1981 vervangen door John Horgan, die in 1983 vervangen wordt door Flor O'Mahony)
4. Michael O'Leary (wordt in 1981 vervangen door Frank Cluskey, die in 1982 vervangen wordt door Brendan Halligan)

- Onafhankelijk (Partij van Europese Liberalen en Democraten)

1. Thomas Joseph Maher

## Italië
Italië was in het parlement vertegenwoordigd door 81 parlementsleden.
- DC (Europese Volkspartij)

1. Pietro Adonnino
2. Dario Antoniozzi
3. Giovanni Barbagli
4. Paolo Barbi
5. Giovanni Bersani
6. Maria Luisa Cassanmagnago Cerretti
7. Arnaldo Colleselli
8. Emilio Colombo (wordt in 1980 vervangen door Antonio Del Duca)
9. Roberto Costanzo
10. Alfredo Diana
11. Renzo Eligio Filippi
12. Paola Gaiotti de Baise
13. Alberto Ghergo
14. Giovanni Giavazzi
15. Vincenzo Giummarra
16. Guido Gonella (wordt in 1980 vervangen door Silvio Ercini)
17. Silvio Lega
18. Giosuè Ligios
19. Salvatore Lima
20. Luigi Macario
21. Marcello Modiano
22. Angelo Narducci
23. Mario Pedini
24. Flaminio Piccoli
25. Mariano Rumor
26. Mario Sassano (wordt in 1984 vervangen door Francesco Cosentino)
27. Giovanni Travaglini
28. Benigno Zaccagnini (wordt in 1982 vervangen door Carlo Stella)
29. Ortensio Zecchino

- SVP (Europese Volkspartij)

1. Joachim Dalsass

- PCI (Communisten en geestverwanten)

1. Giorgio Amendola (wordt in 1980 vervangen door Giuseppe Vitale)
2. Maria Fabrizia Baduel Glorioso
3. Carla Barbarella
4. Enrico Berlinguer
5. Aldo Bonnaccini
6. Umberto Cardia
7. Tullia Carettoni Romagnoli
8. Angelo Carossino
9. Domenico Ceravolo
10. Maria Lisa Cinciari Rodano
11. Francescopaolo D'Angelosante
12. Pancrazio De Pasquale
13. Guido Fanti
14. Bruno Ferrero
15. Carlo Alberto Galluzzi
16. Anselmo Gouthier
17. Leonilde Iotti
18. Felice Ippolito
19. Silvio Leonardi
20. Giancarlo Pajetta
21. Giovanni Papapietro
22. Sergio Camillo Segre
23. Altiero Spinelli
24. Vera Squarcialupi
25. Protogene Veronesi

- PSI (Partij van de Europese Sociaaldemocraten)

1. Gaetano Arfé
2. Bettino Craxi (wordt in 1983 vervangen door Giorgio Strehler)
3. Mario Didò
4. Vincenzo Gatto
5. Pietro Lezzi
6. Jiri Pelikan
7. Carlo Ripa di Meana
8. Giorgio Ruffolo (wordt in 1983 vervangen door Gaetano Cingari)
9. Mario Zagari

- PSDI (Partij van de Europese Sociaaldemocraten)

1. Antonio Cariglia
2. Mauro Ferri
3. Flavio Orlandi
4. Ruggero Puletti

- PLI (Partij van Europese Liberalen en Democraten)

1. Vincenzo Bettiza
2. Domenico Cecovini
3. Sergio Pininfarina

- PRI (Partij van Europese Liberalen en Democraten)

1. Susanna Agnelli (wordt in 1981 vervangen door Jas Gawronski)
2. Bruno Visentini (wordt in 1983 vervangen door Mario Di Bartolomei)

- PR (Technische Groep van Onafhankelijken)

1. Emma Bonino
2. Marco Pannella
3. Leonardo Sciascia (wordt in 1979 vervangen door Maria Antonietta Macciocchi)

- DP (Technische Groep van Onafhankelijken)

1. Mario Capanna

- PdUP (Technische Groep van Onafhankelijken)

1. Luciana Castellina

- MSI (Niet-ingeschrevenen)

1. Giorgio Almirante
2. Antonino Buttafuoco
3. Francesco Petronio
4. Pino Romualdi

## Luxemburg
Luxemburg was in het parlement vertegenwoordigd door 6 parlementsleden.
- CSV (Europese Volkspartij)

1. Fernand Boden (wordt in 1979 vervangen door Marc Fischbach)
2. Jacques Santer (wordt in 1979 vervangen door Jean Spautz, die in 1980 vervangen wordt door Marcelle Lentz-Cornette)
3. Jean Wolter (wordt in 1979 vervangen door Nicolas Estgen)

- DP (Partij van Europese Liberalen en Democraten)

1. Colette Flesch (wordt in 1980 vervangen door René Mart)
2. Gaston Thorn (wordt in 1979 vervangen door Jean Hamilius, die in 1982 vervangen wordt door Charles Goerens)

- LSAP (Partij van de Europese Sociaaldemocraten)

1. Victor Abens

## Nederland
Nederland was in het parlement vertegenwoordigd door 25 parlementsleden.
- CDA (Europese Volkspartij)

1. Bouke Beumer
2. Elise Boot
3. Frans van der Gun (wordt in 1982 vervangen door Joep Mommersteeg)
4. Jim Janssen van Raaij
5. Sjouke Jonker
6. Hanja Maij-Weggen
7. Harrij Notenboom
8. Jean Penders
9. Teun Tolman
10. Wim Vergeer

- PvdA (Partij van de Europese Sociaaldemocraten)

1. Wim Albers
2. Bob Cohen
3. Piet Dankert
4. Ien van den Heuvel
5. Annie Krouwel-Vlam
6. Johan van Minnen
7. Hemmo Muntingh
8. Anne Vondeling (wordt in 1979 vervangen door Phili Viehoff)
9. Eisso Woltjer

- VVD (Partij van Europese Liberalen en Democraten)

1. Cees Berkhouwer
2. Aart Geurtsen
3. Hendrik Jan Louwes
4. Hans Nord

- D66 (Niet-ingeschrevenen)

1. Suzanne Dekker (wordt in 1981 vervangen door Doeke Eisma)
2. Aar de Goede

## Verenigd Koninkrijk
Het Verenigd Koninkrijk was in het parlement vertegenwoordigd door 81 parlementsleden.
- Labour (Partij van de Europese Sociaaldemocraten)

1. Gordon Adam
2. Richard Balfe
3. Roland Boyes
4. Janey Buchan
5. Richard Caborn
6. Barbara Castle
7. Ann Clwyd
8. Ken Collins
9. Derek Enright
10. Michael Gallagher
11. Win Griffiths
12. Brian Key
13. Alfred Lomas
14. Thomas Megahy
15. Joyce Quin
16. Allan Rogers
17. Barry Seal

- Conservative Party (Europese Democraten)

1. Neil Balfour
2. Robert Battersby
3. Peter Beazley
4. Nicholas Bethell
5. Beata Brookes
6. Fred Catherwood
7. Richard Cottrell
8. David Curry
9. Ian Dalziel
10. John de Courcy Ling
11. Basil de Ferranti
12. Diana Elles
13. Adam Fergusson
14. Norvella Forster
15. Eric Forth
16. Harmar Harmar-Nicholls
17. David Harris
18. Gloria Hooper
19. William Hopper
20. Brian Hord
21. Paul Howell
22. Alasdair Hutton
23. Christopher Jackson
24. Robert Jackson
25. Stanley Johnson
26. Edward Kellett-Bowman
27. Eliane Kellett-Bowman
28. John Marshall
29. James Moorhouse
30. Robert Moreland
31. Bill Newton Dunn
32. David Nicolson
33. Tom Normanton
34. Ben Patterson
35. Andrew Pearce
36. Charles Henry Plumb
37. Derek Prag
38. Peter Price
39. Christopher Prout
40. James Provan
41. John Purvis
42. Brandon Rhys-Williams
43. Shelagh Roberts
44. James Scott-Hopkins
45. Madron Seligman
46. Alexander Sherlock
47. Richard Simmonds
48. Anthony Simpson
49. Tom Spencer
50. James Spicer
51. Jack Stewart-Clark
52. John Mark Taylor
53. Charles Towneley Strachey
54. Frederick Tuckmann
55. Amédée Turner
56. Alan Tyrrell
57. Peter Vanneck
58. Frederick Warner
59. Charles Wellesley
60. Michael Welsh

- SNP (Europese democraten voor de vooruitgang)

1. Winifred Ewing

- SDLP (Partij van de Europese Sociaaldemocraten)

1. John Hume

- DUP (Niet-ingeschrevenen)

1. Ian Paisley

- UUP (Europese Democraten)

1. John David Taylor

1 (1979-1984) · 
2 (1984-1989) · 
3 (1989-1994) · 
4 (1994-1999) · 
5 (1999-2004) · 
6 (2004-2009) · 
7 (2009-2014) · 
8 (2014-2019) · 
9 (2019-2024) · 10 (2024-2029)